# Puchar Bośni i Hercegowiny w piłce siatkowej mężczyzn (2022/2023)
Puchar Bośni i Hercegowiny w piłce siatkowej mężczyzn 2022/2023 – 30. edycja rozgrywek o siatkarski Puchar Bośni i Hercegowiny (18. edycja z udziałem drużyn z Republiki Serbskiej) zorganizowana przez Związek Piłki Siatkowej Bośni i Hercegowiny (Odbojkaški savez Bosne i Hercegovine, OSBiH). Zainaugurowana została 8 lutego 2023 roku.
W Pucharze Bośni i Hercegowiny brały udział cztery kluby: finaliści Pucharu Federacji Bośni i Hercegowiny, tj. HOK Domaljevac i OK Bosna Sarajewo oraz finaliści Pucharu Republiki Serbskiej, tj. OK Radnik Bijeljina i OK Borac Banja Luka. Rozgrywki składały się z półfinałów oraz finału. Półfinały grane były w formie dwumeczów.
Finał odbył się 11 marca 2022 roku w hali sportowej Gimnazjum "Filip Višnjić" w Bijeljinie. Po raz pierwszy Puchar Bośni i Hercegowiny zdobył OK Radnik Bijeljina, który w finale pokonał HOK Domaljevac. MVP finału wybrany został Miodrag Marinković.

## System rozgrywek
W Pucharze Bośni i Hercegowiny w sezonie 2022/2023 uczestniczyły cztery drużyny: finaliści Pucharu Federacji Bośni i Hercegowiny oraz Pucharu Republiki Serbskiej. Rozgrywki składały się z półfinałów i finału. Nie był rozgrywany mecz o 3. miejsce.
Pary półfinałowe utworzone zostały według klucza:
- zdobywca Pucharu Federacji Bośni i Hercegowiny – finalista Pucharu Republiki Serbskiej,
- zdobywca Pucharu Republiki Serbskiej – finalista Pucharu Federacji Bośni i Hercegowiny.

W ramach pary zespoły rozgrywały między sobą dwa spotkania. Gospodarzem pierwszego meczu był finalista pucharu regionalnego, natomiast drugiego – zdobywca pucharu regionalnego. Awans do finału uzyskała drużyna, która wygrała większą liczbę meczów. Jeżeli obie drużyny wygrały po jednym spotkaniu, o awansie decydowała liczba wygranych setów, a następnie liczba zdobytych małych punktów.
Zwycięzcy półfinałów grali jeden mecz finałowy o Puchar Bośni i Hercegowiny.

## Drużyny uczestniczące
| Puchar Federacji Bośni i Hercegowiny | Puchar Federacji Bośni i Hercegowiny |
| ------------------------------------ | ------------------------------------ |
| Zdobywca Pucharu                     | HOK Domaljevac                       |
| Finalista                            | OK Bosna Sarajewo                    |
| Puchar Republiki Serbskiej           |                                      |
| Zdobywca Pucharu                     | OK Radnik Bijeljina                  |
| Finalista                            | OK Borac Banja Luka                  |

## Drabinka
|  |                     |                     |                |                |           |   |   |                     |                     |       |
|  | Półfinały           | Półfinały           | Półfinały      | Półfinały      | Półfinały |   |   | Finał               | Finał               | Finał |
|  | Półfinały           | Półfinały           | Półfinały      | Półfinały      | Półfinały |   |   | Finał               | Finał               | Finał |
|  |                     |                     |                |                |           |   |   |                     |                     |       |
|  |                     |                     |                |                |           |   |   |                     |                     |       |
|  | OK Radnik Bijeljina | OK Radnik Bijeljina | 3              | 3              | 6         |   |   |                     |                     |       |
|  | OK Radnik Bijeljina | OK Radnik Bijeljina | 3              | 3              | 6         |   |   |                     |                     |       |
|  | OK Bosna Sarajewo   | OK Bosna Sarajewo   | 1              | 0              | 1         |   |   |                     |                     |       |
|  | OK Bosna Sarajewo   | OK Bosna Sarajewo   | 1              | 0              | 1         |   |   | OK Radnik Bijeljina | OK Radnik Bijeljina | 3     |
|  |                     |                     |                |                |           |   |   | OK Radnik Bijeljina | OK Radnik Bijeljina | 3     |
|  |                     |                     | HOK Domaljevac | HOK Domaljevac | 0         |   |   |                     |                     |       |
|  | HOK Domaljevac      | HOK Domaljevac      | HOK Domaljevac | HOK Domaljevac | 0         | 3 | 3 | 6                   |                     |       |
|  | HOK Domaljevac      | HOK Domaljevac      |                |                |           |   |   | 6                   |                     |       |
|  | OK Borac Banja Luka | OK Borac Banja Luka | 0              | 1              | 1         |   |   |                     |                     |       |
|  | OK Borac Banja Luka | OK Borac Banja Luka | 0              | 1              | 1         |   |   |                     |                     |       |
|  |                     |                     |                |                |           |   |   |                     |                     |       |

## Rozgrywki

### Półfinały
|  | OK Radnik Bijeljina | 2 – 0 | OK Bosna Sarajewo |  |

| 08.02.2023 18:00 (UTC+1) | OK Bosna Sarajewo | 1:3 (13:25, 18:25, 25:21, 15:25) | OK Radnik Bijeljina | Mala dvorana KSC Skenderija, Sarajewo Widzów: 100 Sędziowie: Siniša Ovuka i Zdravko Jakiša |

| 14.02.2023 17:00 (UTC+1) | OK Radnik Bijeljina | 3:0 (25:13, 32:30, 25:19) | OK Bosna Sarajewo | Sportska dvorana Gimnazija Filip Višnjić, Bijeljina Widzów: 100 Sędziowie: Mirza Bašić i Predrag Pecikoza |

|  | HOK Domaljevac | 2 – 0 | OK Borac Banja Luka |  |

| 08.02.2023 19:00 (UTC+1) | OK Borac Banja Luka | 0:3 (20:25, 20:25, 19:25) | HOK Domaljevac | Sportski centar Borik, Banja Luka Widzów: brak danych Sędziowie: Admir Lolić i Predrag Pecikoza |

| 15.02.2023 17:00 (UTC+1) | HOK Domaljevac | 3:1 (25:20, 24:26, 25:19, 25:12) | OK Borac Banja Luka | Sportska dvorana Školskog centra fra Martina Nedića, Orašje Widzów: 100 Sędziowie: Srđan Cvijanović i Muris Osmić |

### Finał
| 11.03.2023 18:00 (UTC+1) | OK Radnik Bijeljina | 3:0 (25:16, 25:19, 25:19) | HOK Domaljevac | Sportska dvorana Gimnazija Filip Višnjić, Bijeljina Widzów: 400 Sędziowie: Siniša Ovuka i Zdravko Jakiša |